# مسلمه بن عبدالملک
مسلمه بن عبدالملک (عربی: مسلمة بن عبد الملك) (درگذشته ۲۴ دسامبر ۷۳۸) شاهزاده اموی و یکی از برجسته‌ترین فرماندهان نظامی عرب در اوایل سده هشتم میلادی بود.او فرماندهی چندین لشکرکشی مهم علیه امپراتوری بیزانس و خاقانات خزر را بر عهده داشت و بیشتر به دلیل محاصره ناموفق قسطنطنیه در سال‌های ۷۱۷-۷۱۸ میلادی شهرت یافته است.

## خانواده و نسب
او پسر خلیفه عبدالملک بن مروان (حک. ۶۸۵-۷۰۵) و برادر ناتنی خلفای ولید بن عبدالملک (حک. ۷۰۵-۷۱۵)، سلیمان بن عبدالملک (حک. ۷۱۵-۷۱۷)، یزید بن عبدالملک (حک. ۷۲۰-۷۲۴) و هشام بن عبدالملک (حک. ۷۲۴-۷۴۳) بود.مسلمه به دلیل اینکه مادرش کنیز بود از خط جانشینی خلافت محروم شد. در حدود سال ۶۹۱ میلادی، عبدالملک ازدواج او را با الرباب دختر زفر بن حارث الکلابی، رئیس قبیله قیس، ترتیب داد. این ازدواج بخشی از توافق برای پایان دادن به شورش زفر علیه امویان بود.

## فعالیت های نظامی
مسلمه فعالیت نظامی خود را با فرماندهی یورش‌های سالانه به مناطق مرزی بیزانس در آناتولی آغاز کرد. تا سال ۷۰۹ میلادی، او به حکمرانی قنسرین، جزیره، ارمنستان و آذربایجان منصوب شد و کنترل تمام مرزهای شمالی خلافت را به دست گرفت. او نخستین لشکرکشی‌های اعراب علیه خزرها در ماورای قفقاز را رهبری کرد.
در سال ۷۱۵، برادرش خلیفه سلیمان بن عبدالملک در سال ۹۶ به جنگ لئوی ایزوری لئوی سوم (امپراتور بیزانس) گسیل داشت. از این پیکار باز هم به شکست مسلمان‌ها تمام شد و در این نبردها بود که عبدالله معروف به بطال (یعنی قهرمان) شهرت عظیمی یافت و بعدها ترک‌ها او را قهرمان ملی خود و جنگجوی شکست‌ناپذیر اسلام شمردند.
این محاصرهبه شکست انجامید و مسلمه به دستور خلیفه بعدی، عمر بن عبدالعزیز، در سال ۷۱۸ مجبور به عقب‌نشینی شد.

## ویژگی‌های شخصی
مسلمه به دانش‌پژوهان احترام ویژه‌ای می‌گذاشت و در وصیتنامه‌اش یک‌سوم اموال خود را به آنان اختصاص داد. این اقدام نشان‌دهنده توجه خاص او به توسعه علم و دانش بود.

## میراث
مسلمه املاک گسترده‌ای در بالیس، دره بليخ و جنوب عراق داشت که پس از سقوط امویان توسط عباسیان مصادره شد. با این حال، به احترام شهرت نظامی‌اش، فرزندان او از آزار عباسیان در امان ماندند.